# Авинов, Андрей Николаевич
Андрей Николаевич Авинов (Авинофф, Andrey Avinoff, 14 февраля 1884, Тульчин — 16 июля 1949, Нью-Йорк) — американский энтомолог русского происхождения, лепидоптеролог, ботаник, художник, искусствовед, путешественник, коллекционер, дипломат первой волны русской эмиграции в США. Также занимался изучением русских икон, развитием музейного дела, воссозданием русских архитектурных комплексов и был камер-юнкером. Андрей Николаевич Авинов говорил на четырёх языках и мог читать на десяти. В течение 20 лет (1926—1945) был директором Музея естественной истории Карнеги в Питтсбурге.
Корреспондент Императорского Русского географического общества (награждён золотой медалью Общества), Лондонского энтомологического общества и энтомологического общества Нью-Йорка.

## Биография

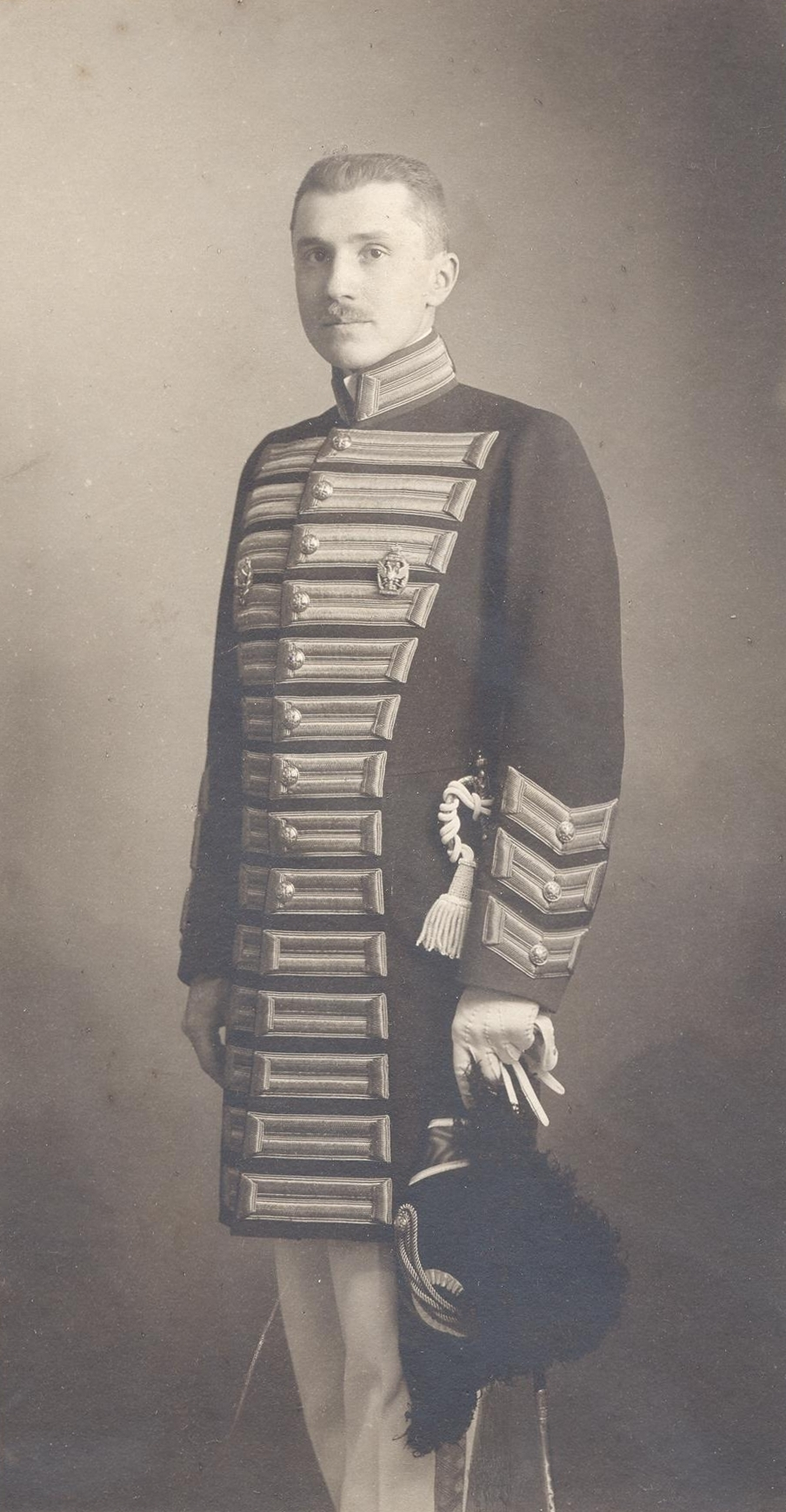
Камер-юнкер Авинов в придворном мундире

Родился в городе Тульчине Подольской губернии. Происходил из старинного дворянского рода (в старину Овиновых). Его дед Александр Павлович (1786—1854) в юности был волонтёром на эскадре адмирала Нельсона, участвовал в Трафальгарском сражении, в русском флоте дослужился до адмирала. Отец — Николай Александрович был офицером лейб-гвардии Преображенского полка, генерал-лейтенант.
Автор атласа экзотических растений и пейзажей Гималаев и Бермуд и богато иллюстрированной книги «Дикие цветковые растения запада штата Пенсильвания и Верхнего Бассейна в штате Огайо» (Wildflowers of Western Pennsylvania and the Upper Ohio Basin).
- в 1902 вступил в Московское общество художников.
- в 1905 окончил Московский университет, получил учёную степень.
- в 1905—1911 служил помощником обер-секретаря в Сенате; работал с корреспонденцией русских эмигрантов, подозревавшихся в революционной деятельности.
- в 1911 после смерти отца Авинов ушёл из Сената, был пожалован в камер-юнкеры.
- в 1914—1916 в начале Первой мировой войны занимался закупками амуниции, медикаментов и продовольствия для Земского союза.
- в 1917 году эмигрировал из России в США. Был представителем Временного правительства в Вашингтоне, участвовал в Версальском конгрессе 1919 года.
- в 1921 в Нью-Йорке прошла первая его значительная художественная выставка
- в 1926—1945 — директор Музея естественной истории Карнеги в Питтсбурге, также был преподавателем истории искусства в Университете Питтсбурга.
- в 1935 году выполнил стенную роспись на мотив Св. Георгий и змий для «Русской комнаты» в Питтсбургском университете.
- в 1936 член Пушкинского комитета в Нью-Йорке
- в 1946—1947 на выставках прошло шесть его персональных показов, включавших натюрморты с цветами, выполненные в разных стилях (голландцы, Матисс, кубизм и сюрреализм) и фантастические пейзажи.
- в 2005 году Кинси-институт исследований в области секса показывал выставку «Вне России: Шагал, Челищев, Авинофф» из собственной коллекции, где впервые продемонстрировал эротические рисунки Авинова[2].

Работал над рекламой Колгейт и Шевроле, создал логотип самолётостроительного предприятия Игоря Сикорского и портрет вице-президента этого предприятия — композитора Сергея Рахманинова.
Входил в Питтсбургское общество художников, Нью-Йоркский акварельный клуб и Американскую федерацию искусств. Писал пейзажи, иллюстрировал книги.

Умер 16 июля 1949 в Нью-Йорке.

## Экспедиции
- В 1908—1914 годах организовал сорок две трансазиатские экспедиции. Получив значительное наследство от умершего дяди, он через агентов-сборщиков бабочек (студентов Санкт-Петербургского университета) получал бесценные материал с Кавказа, из Армении, из Персии, из Гиндукуша, из Тянь-Шаня, из Бутана и Сиккима в Индии.
- В 1912 г. он вместе с А. Г. Якобсоном и М. С. Мамаевым предпринял поездку из Кашмира в Фергану через княжества Ладак, Рупшу, Кара-Корум и Китайский Туркестан, далее побывал на о. Цейлон, в Индии (посетил Мадрас, Агру, Дели, Сринагар, Ладак и др.). Там, в частности, ловил грызунов и блох для лорда Ротшильда, с которым был лично знаком.
- в 1931—1940 годах Авинов и его племянник Н. Шуматов провели пять экспедиционных сезонов, собирая ночных и дневных чешуекрылых на Ямайке (около 14,000 экземпляров и приблизительно 1 тыс. видов).

## Энтомология

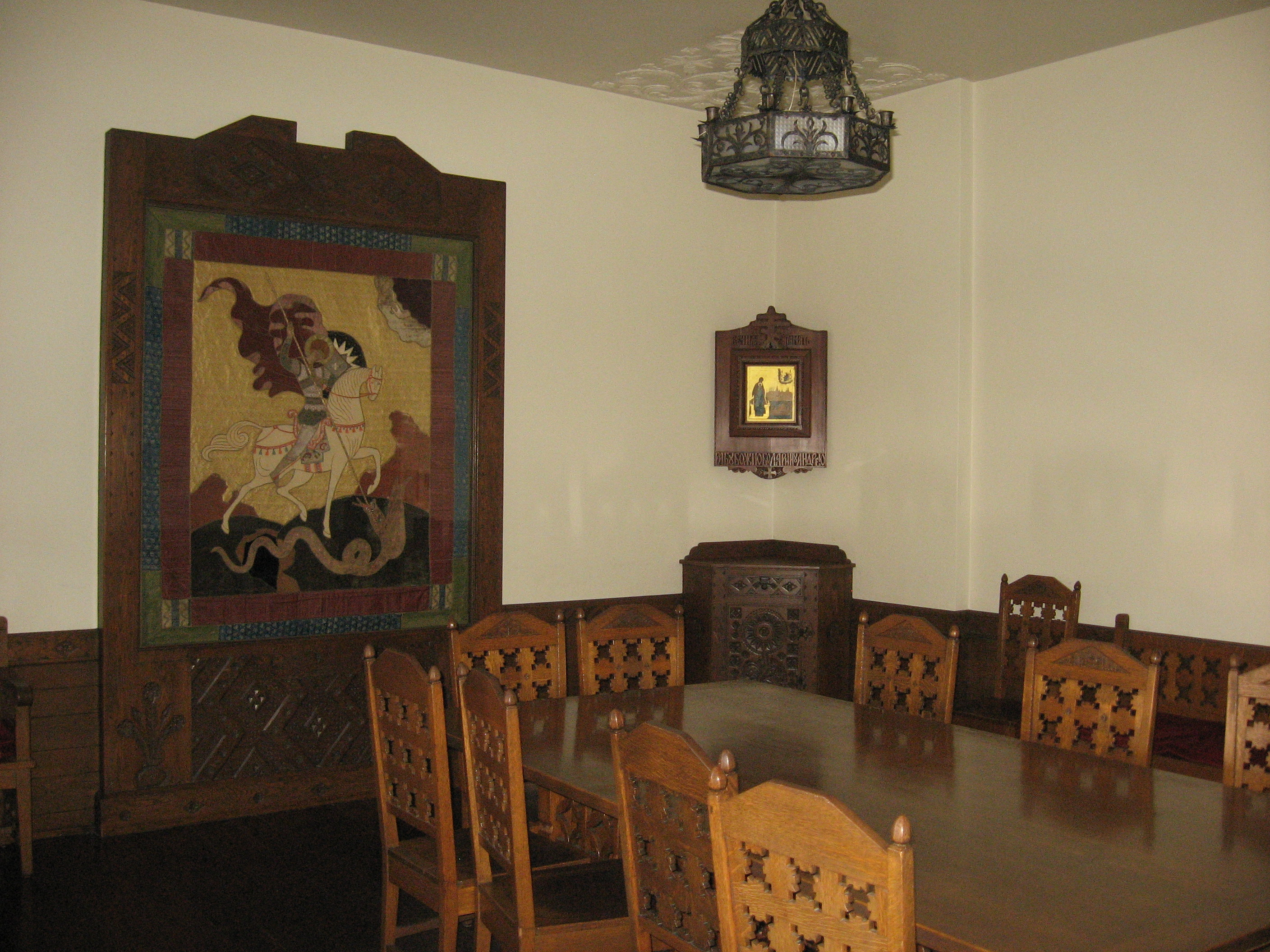
«Русская комната» в Питтсбургском университете.

Помимо коллекционирования (его экспедициями собрано более 80 тыс.экз. бабочек), занимался описанием новых видов бабочек, которых он открыл несколько десятков. Среди них редчайшие и красивейшие представители отряда Чешуекрылые, например Парусники Parnassius maharaja, автократор (Parnassius autocrator, 1913). В 1922 американский энтомолог и ректор университета в Питтсбурге Уильям Холланд пригласил А. Н. Авинова на работу в музей Карнеги (Carnegie Museum, Питтсбург) качестве хранителя отдела энтомологии. Затем (1926—1945) Авинов был директором музея Карнеги. Его партнёрами по работе в Музее были Владимир Набоков, William P. Comstock, E. Irving Huntington, Cyril F. dos Passos.
Список описанных Авиновым видов бабочек:
- Parnassius autocrator
- Parnassius boedremius holbecki
- Parnassius boedremius candida
- Parnassius charltonius vaporosus
- Parnassius delphius jacobsoni
- Parnassius delphius kiritshenkoi
- Parnassius maharaja
- Paralasa summa
- Paralasa semenovi
- Karanasa alpherakyi и другие.

## Основные труды
- Авинов A.Н., 1910: К фауне Rhopalocera Восточного Памира.// Труды Русского энтомол. общества, 39: 225—246, Tab. XIV.
- Авинов A.Н., 1913: О некоторых новых формах рода Parnassius Latr. (Lepidoptera, Papilionidae) // Труды Русского энтомол. общества, (1912), 40(5): 1-21, Tab. II.
- Авинов A.Н., 1915: К вопросу о более дробных зоогеографических подразделениях палеарктических частей Британской Индии на основании распространения и группировки Lepidoptera Rhopalocera (дневные бабочки). // Изв. Имп. Русск. Геогр. Общ., (1913), 49(4-6): 523—563.
- Avinoff A.N., Shoumatoff N. 1946: «An Annotated List of the Butterflies of Jamaica.» Ann. Carnegie Museum, vol. 2O: pp. 263–295, pi. I

### Посмертные публикации
- Avinoff A.N. 1950: An Analysis of Color and Pattern in Butterflies of the Asiatic genus Karanasa. 10 p. 2 plates.
- Avinoff A.N., Sweadner W.R., 1951: The Karanasa Butterflies (Satyr.), a study in Evolution // Ann. Carnegie Mus., 32(1): 1-251, 17 pls.